# 삼성 갤럭시 Z 폴드 5
삼성 갤럭시 Z 폴드 5는 삼성전자에서 출시/판매 중인 폴더블 스마트폰이다. 2023년 7월 26일에 삼성 언팩에서 공개되었다.